# L'incident alienígena del petit Alan
L'incident alienígena del petit Alan (títol original, Lille Allan - Den menneskelige antenne) és una pel·lícula d'animació danesa del 2022 dirigida per Amalie Næsby Fick. S'ha doblat i subtitulat al català.

## Repartiment de veus original
- Sofie Torp: Majken
- Jesper Christensen: Helge
- Bodil Jørgensen: Frk. Pind
- Peter Frödin: Kirsten
- Louis Næss-Schmidt: Allan
- Anders W. Berthelsen: el pare de l'Allan
- Sara Fanta Traore: la mare de l'Allan
- Nicolaj Kopernikus: Bjarne